# 아웃로우즈
아웃로우즈(Outlawz)는 미국의 힙합그룹이다. 뉴저지에서 팀을 조직하고, 그들의 절친한 친구 2pac에 도움으로 1995년 2pac의 곡 'Hit'em Up'으로 데뷔한다.
2pac은 1996년 괴한에 의해 총격당해 요절했으며, 이후 나머지 멤버들은 그의 사후앨범에 종종 참여했으나, 1996년 카다피가 총기 사고로 인해 사망했으며, 후세인 페이탈은 2015년도에 여자친구의 음주운전 사고로 사망하였다.